# Doris Benta Maria Löve
Doris Benta Maria Wahlén de Löve (Kristianstad, 2 de enero de 1918 - 25 de febrero de 2000) fue una botánica y fitogeógrafa sueca que trabajó en Islandia y en EE. UU., junto con su colega y marido, el islandés Áskel Löve, en Fitogeografía.
Conoce a su marido en la Universidad de Lund mientras estudiaban Botánica y Genética Vegetal con el Dr. Arne Muntzing. Su tesis de doctorado fue sobre la sexualidad de Melandrium. Ambos hicieron juntos sus Ph.D. y demás grados de Doctorados en Ciencias, y por muchos años colaboraron en estudios y en la publicación de textos aún muy solicitados en los 2000s.
En 1951 se mudan a Winnipeg, donde ambos enseñan en la Universidad de Manitoba, y continuaban sus estudios científicos. En 1955 pasan a Montreal, con docencia en la Universidad de Montreal. Estudiantes de muchos lugares del mundo venían a estudiar sus grados doctorales y postdoctorales.
Estando en Montreal organizan una conferencia sobre la Historia de la Biota NorAtlántica, promoviendo la teoría de la deriva continental y sus efectos en la biogeografía de la región NorAtlántic, una idea revolucionaria para su época. La conferencia tuvo lugar en Islandia, con fondos de la NATO.

## Algunas publicaciones
- 1947. Löve, Á; D Löve. Studies on the origin of the Icelandic flora. I. Cyto-ecological investigations on Cakile. Ed. Reykjavík. 29 pp.
- 1953. Löve, Á; D Löve. Studies on Bryoxiphium. The Bryologist: 56; 3: 183-203
- 1954. Löve, Á; D Löve. Cytotaxonomical Studies on the Northern Bedstraw. Am.Midland Naturalist: 52: 1: 88-105
- 1956. Löve, Á; D Löve. Chromosomes & taxonomy of eastern North American Polygonum. Bot. 34(4): 501-521
- 1975. Löve, Á; D Löve. Nomenclatural adjustments in some European monocotyledons. Folia Geobotanica Vol. 10, N.º 3, ISSN 1211-9520

### Libros
- 1961. Löve, Á; D Löve. Chromosome numbers of Central & Northwest European plant species. Ed. Stockholm, Distributor: Almqvist & Wiksell. 581 pp.

- 1963. North Atlantic biota and their history; a symposium held at the University of Iceland, Reykjavík, July, 1962, under the auspices of the University of Iceland and the Museum of Natural History. / Sponsored by the NATO Advanced Study Institutes Program. Ed. Áskell Löve & Doris Löve. [Oxford] : Pergamon Press. 430 pp.

- 1973. Traducción rusa de Vavilov: "Origen y Geografía de las Plantas Cultivadas"

- 1974. Löve, Á; D Löve. Plant chromosomes. Ed. Vaduz : J. Cramer ; Beaverton, Ore. 184 pp.

- 1974. Löve, Á; D Löve. Cytotaxonomical atlas of the Slovenian flora. Ed. Lehre : J. Cramer. 1241 pp.

- 1975. Traducción rusa de Vavilov: "Cinco Continentes"

- 1975. Löve, Á; D Löve. Cytotaxonomical atlas of the Arctic flora. 598 pp. Ed. Vaduz J.Cramer. ISBN 3-7682-0976-8

- 1977. Löve, Á; D Löve; REG Pichi Sermolli. Cytotaxonomical atlas of the Pteridophyta. Ed. Vaduz: J. Cramer. 398 pp.

- La abreviatura «D.Löve» se emplea para indicar a Doris Benta Maria Löve como autoridad en la descripción y clasificación científica de los vegetales.[1]